# B'z Party
B'z Party （ビーズ・パーティー）は、B'zの公式ファンクラブである。本部は、東京都港区六本木。
B'zのデビュー日である1988年9月21日に発足。会員番号1番と2番はメンバーの松本孝弘と稲葉浩志。

## 会員特典
オフィシャルWEBサイトより参照。
- オリジナル・メンバーズカードの発行（シリアルNO.&ネーム刻印）
- 入会・継続記念品プレゼント
- 会報誌の発行（年4回/3,6,9,12月末発行)
- グリーティングカードの発行（Birthday Card、Summer Greeting Card、X'mas Cardの3種）
- コンサート・チケットの優先予約
- カレンダー等、オリジナル・グッズの販売
- ファンクラブWEBサイトにアクセスできる、ID・パスワードの発行
- 会員専用情報ダイヤルの利用（2017年5月31日終了。また、毎年1月1日より数日間、メンバー2人からの年始の挨拶が聴けた）

## ファンクラブ会員証
ファンクラブ会員証にクレジットカード機能を付加した会員証（VERMILLION CARD）も選択出来る（18歳以上）。このカードにすると、ファンクラブ年会費が自動引き落としされる。また、ファンクラブのサイト上のB'z Party Storeで買ったものも、クレジットカードからポイント付きで支払えるようになっている。
またライブ会場でのグッズ販売では、公演によってはVERMILLION CARD専用レーンが設けられる。
チケット抽選ではVERMILLION CARD先行抽選もあり、ツアーによって有無や時期は異なるが基本的にどのチケット抽選よりも最速で行われる。

## 会報誌
Vol.000から創刊された会報誌「Be with!」（「be With!」「Be+wiZ」等、時期によって若干表記が違う）は年4回（1988年12月創刊）発行されている。現在はオールカラーで、2000年6月発行分からはページ数も50ページを超えている。
主なコンテンツは
- メンバー2人のロングインタビュー
- メンバー2人への会員からの質問への一問一答（毎号10問ずつ。回答はメンバーの直筆の文字で掲載）
- 会員の写真
- 会員からの投稿イラスト＆コメント

など
また、特集記事として、ツアーの直後などの場合は楽屋レポート、レコーディング現場のレポート、PV撮影のレポートなどが掲載される場合が多い。

## コンサート・チケットの優先予約
他のファンクラブ同様に特典として、コンサートチケットの優先予約がある。ただし、公演の日時はあくまでも抽選であるため、必ず希望通りの公演のチケットを入手出来るというわけではない。また、小クラスのホール公演や、地元ファン優先の地方公演などの場合は、抽選販売が行われる場合が多い。またサマーソニックなどのようなイベント出演など、運営にB'zサイドが関わらない公演の場合は抽選販売、もしくは取り扱いを行わない場合もある。

## テレビ番組の観覧募集について
以前はB'zが出演するテレビの音楽番組の観覧募集は一切せず、以前からファンクラブでは「テレビの観覧募集は行わない」と明言しており、稀に彼らが出演する『ミュージックステーションスーパーライブ』などのそれらは、行われていなかったが、2014年の『ミュージックステーションスーパーライブ』から観覧を行うようになった。

## ファンクラブWEBサイト
2002年10月21日に、会員専用WEBサイトがオープン。スタッフの日記には、メンバーの現況などが書かれている。また、わずかではあるが、会報のバックナンバーの一部を閲覧するページもある。2004年12月8日に、ファンクラブグッズ販売専用WEBサイト「B'z Party Store」がオープン。会報のバックナンバーやファンクラブのオリジナルグッズの販売を開始。ファンクラブで販売するグッズがWEBから購入出来るようになった。

## MEET&GREET
1999年の「Brotherhood」ツアーからスタートした企画。チケット優先予約者の中から抽選により選ばれた人が本番前のメンバーに会うことが出来、一緒に写真撮影をしたり話をすることができる。これは、海外のアーティストでよく行われている企画であり、松本が「日本ではこのような習慣がないから、いいところはどんどん取り入れて広めたい。」という思いからスタートしたもの。参加人数は各ツアーや会場規模により異なっているが、原則1会場につき10人前後である。なお、この企画はSHOWCASEでは行われていない。また、2006年の「MONSTER'S GARAGE」ツアーは、ファンクラブイベント「Treasure Land」が開催されていたため、行われなかった。

## ファンクラブイベント
過去には、ファンクラブ主催によるイベントが開催されている。
B'z PARTY #01
初のファンクラブイベント。1990年4月に、六本木と名古屋、大阪の3か所で行われた。参加人数は約900人。
クラブ会場で開催され、B'zの2人への質問コーナーやクイズ大会の他、ミニライブでは「GUITAR KIDS RHAPSODY」と「『いちご白書』をもう一度」をアコースティックバージョンで披露された。
B'z PARTY in HAWAII
1991年9月12日〜17日に4泊5日のスケジュールでハワイで行われた。参加人数は約350人。
B'zメンバーも3日目から参加し、ドッジボール大会やダンスパーティ、リリース前だったアルバム『IN THE LIFE』の試聴会などが行われた。
B'z VIDEO-GYM #01
1993年11月〜12月にかけて全国22か所の会場で行われた。参加人数は約45,000人。
1988年から1993年までの楽屋裏やリハーサル風景などを収めたドキュメンタリー映像の上映、衣裳や歌詞などの展示会が行われた。
B'z VIDEO-GYM #02
1996年11月から1997年2月にかけて全国47か所の会場で行われた。参加人数は約14万2,000人。
1994年から1996年までの楽屋裏やリハーサル風景などを収めたドキュメンタリー映像の上映、衣裳や歌詞などの展示会が行われた。
B'z Treasure Land
2006年の「MONSTER'S GARAGE」ツアーと同時に開催され、5大ドームの近辺の特設会場で開催された。
1997年から2006年までの楽屋裏やリハーサル風景などを収めたドキュメンタリー映像の上映、衣裳や歌詞などの展示会が行われた。
B'z PARTY Presents Pleasure in Hawaii
2018年9月28日～9月29日にハワイで行われた。参加人数は約2,000人。
約27年ぶりとなるハワイかつ、B'zのメンバーが参加するイベント。
初日はトークイベント、2日目はコンサートを開催し、2日目の模様のみ全国47都道府県の映画館にてライブ・ビューイングが行なわれた。

## B'z Club-Gym
2017年4月発足。登録は無料である。
公式サイトでは『B'zを知りたいきもちが集まるWEBサイト』と紹介しており、コンサートやチケット販売情報、リリース・メディア出演情報等の発信を行う。B'z Partyとは違い会員証や会報等はないがClub-Gym専用のチケット先行販売等も行われる。
また、B'z Party会員専用のチケット抽選もClub-Gymで行われる為、B'z Party会員は必然的にClub-Gymの登録が必要となる。